# Wesley Saunders
Wesley Saunders (Los Ángeles, California, 16 de junio de 1993) es un baloncestista estadounidense que pertenece a la plantilla de los Memphis Hustle de la G League. Con 1,96 metros de estatura, juega indistintamente en las posiciones de escolta o alero.

## Trayectoria deportiva

### Universidad
Jugó cuatro temporadas con los Crimson de la Universidad de Harvard, en las que promedió 12,6 puntos, 4,1 rebotes y 3,2 asistencias por partido. Fue elegido en 2014 como Jugador del Año de la Ivy League, así como incluido en sus tres últimas temporadas en el mejor quinteto de la conferencia.

### Profesional
Tras no ser finalmente elegido en el Draft de la NBA de 2015, firmó el 10 de septiembre por los New York Knicks, pero fue despedido en octubre tras disputar dos partidos de pretemporada.
El 2 de noviembre firmó con los Westchester Knicks como jugador afiliado de New York. Jugó 33 partidos, promediando 4,4 puntos y 3,6 rebotes. El 23 de febrero de 2016 fue traspasado a los Austin Spurs a cambio de Keith Wright.
El 24 de agosto de 2016 sus derechos fueron adquiridos por los Windy City Bulls en el draft de expansión de la D-League.
En julio de 2020 se hizo oficial su fichaje por el AS Mónaco Basket
En noviembre de 2020, firma por el Fortitudo Bologna de la Lega Basket Serie A.
El 21 de agosto de 2021, fichó por el Aquila Basket Trento de la Lega Basket Serie A italiana.